# Четя (Біхор)
Четя (рум. Cetea) — село у повіті Біхор в Румунії. Входить до складу комуни Бород.
Село розташоване на відстані 395 км на північний захід від Бухареста, 50 км на схід від Ораді, 82 км на захід від Клуж-Напоки.

## Населення
За даними перепису населення 2002 року у селі проживали 311 осіб, з них 307 осіб (98,7%) румунів. Рідною мовою 307 осіб (98,7%) назвали румунську.